# Uphall
Uphall (scots : Uphauch, gaélique écossais : Ubhalaidh) est un village du West Lothian en Écosse.

## Notable
- Paul di Resta est né à Uphall.